# Маленька вулиця (картина)
Маленька вулиця (нід. Het straatje) — картина голландського художника Яна Вермера, що створена в період між 1657 та 1661 роками. Сюжетом слугувала сцена з повсякденного життя мешканців будинку на одній з вулиць міста Делфт. Попри назву «Маленька вулиця» на картині зображено лише частину вулиці та розташований на ній будинок з червоної цегли, який видно не повністю. Перед глядачем постає будівля зі зрізаним фасадом, дахом та лівою й правою частинами. Дослідники вважають картину прикладом пленерного живопису, який став передумовою виникнення імпресіонізму. Роботи з міськими пейзажами у творчості Яна Вермера велика рідкість. Окрім «Маленької вулиці» достеменно відомо лише про «Краєвид Делфта». Інколи дослідники говорять про ще одну картину з подібною тематикою, але вона вважається втраченою й достовірність її існування піддається сумніву. Протягом багатьох століть точаться суперечки щодо автентифікація вулиці, а разом із нею зображеної споруди. Тривалий час вважалося, що Вермер зобразив сусідній будинок з протилежної сторони вулиці. Інші дослідники наводили докази того, що будинок на картині належав овдовілій тітці Вермера — Аріантген Клас ван дер Мінне.
Упродовж своєї історії картина залишалася в колекціях голландців. Останнім власником «Маленької вулиці» був підприємець, нафтопромисловець, керівник «Royal Dutch Shell», антикомуніст — сер Генрі Вільгельм Август Детердинг. 1921 року він подарував картину Державному музею в Амстердамі, де вона й сьогодні зберігається під інвентарним номером СК-А-2860.

## Історія
Вермер доволі рано сформувався, як досвідчений художник. З настанням двадцятитрирічного віку на його рахунку вже було кілька впізнаваних картин на історичну тематику, а згодом він створив більшість своїх найулюбленіших картин: «Дівчина, що читає листа біля відчиненого вікна», «Молочниця» та «Краєвид Делфта». Усе своє життя Вермер провів у Делфті й саме тому на переважній більшості його картин зображені домашні інтер'єри. Характерним для них є однакові вікна, підлога, однотипні меблі та декорації, а також невелика група людей, більшість з яких жінки різного віку. «Маленька вулиця» та «Краєвид Делфта» лише дві картини з міським пейзажем, що збереглися до нашого часу. 1674 року ця картина разом із «Солдатом та дівчиною, що сміється», «Краєвидом Делфта», «Молочницею» та багатьма іншими стали власністю покровителя Вермера, заможного колекціонера мистецтва — Пітера ван Руйвена. Згідно з заповітом, після смерті останнього, «Маленька вулиця» перейшла у спадок його дружині Марії де Кнейт (нід. Maria de Knuijt). Після її смерті в 1681 році власницею картини стала єдина донька — Магдалена ван Руйвен. Магдалена на той час уже рік, як перебувала у шлюбі з друкарем та палітурником Якобом Діссіусом (нід. Jacob Dissius). 1682 року вона раптово померла й весь спадок її родини, включаючи колекцію картин Вермера, став власністю її чоловіка. Останній володів картинами до травня 1696 року, поки не виставив та продав їх на аукціоні. Наступні відомості про «Маленьку вулицю» відносяться до 1797 року, коли новим власником став відомий юрист Герріт Віллем ван Остен де Брюйн. У квітні 1800 року картину придбав амстердамський підприємець, поет і колекціонер мистецтва — Пітер ван Вінтер. В його власності «Маленька вулиця» перебувала до 1807 року, допоки її не придбало подружжя Генріха та Лукреції Йоганни ван Вінтер (нід. Lucretia Johanna van Winter). Останні були відомими в ті часи колекціонерами живопису. Після їх смерті картина до 1905 року перебувала у спільній власності Яна Пітера Сікса ван Гіллегома (нід. Jan Pieter Six van Hillegom) та Пітера Гендріка Сікса ван Вромаде (нід. Pieter Hendrik Six van Vromade). Після них новим власником «Маленької вулиці» став Віллем Сікс ван Вімменум (нід. Willem Six van Wimmenum), який володів картиною з 1905 по 1919 рік. Після цього картина потрапила до доктора філософії, історика мистецтва, члена нідерландської королівської академії наук — Яна Сікса. Вона не була предметом аукціону чи фінансової угоди, оскільки Віллем та Ян були родичами з однієї династичної лінії. Віллем Сікс ван Вімменум та інші члени династії передали Яну Сіксу безліч картин та антикварних предметів, оскільки він прагнув створити колекцію сімейних коштовностей, яка надалі стала відомою, як — «колекція Сікса». Через невідомі особисті обставини Ян Сікс 12 квітня 1921 року продав картину за 625 тисяч гульденів генеральному директору Royal Dutch Shell — серу Генрі Вільгельму Августу Детердингу. У його власності картина перебувала лише декілька місяців й вже в липні 1921 року він подарував «Маленьку вулицю» Державному музею в Амстердамі, де сьогодні вона зберігається під інвентарним номером SK-A-2860.

## Опис

### Сюжет

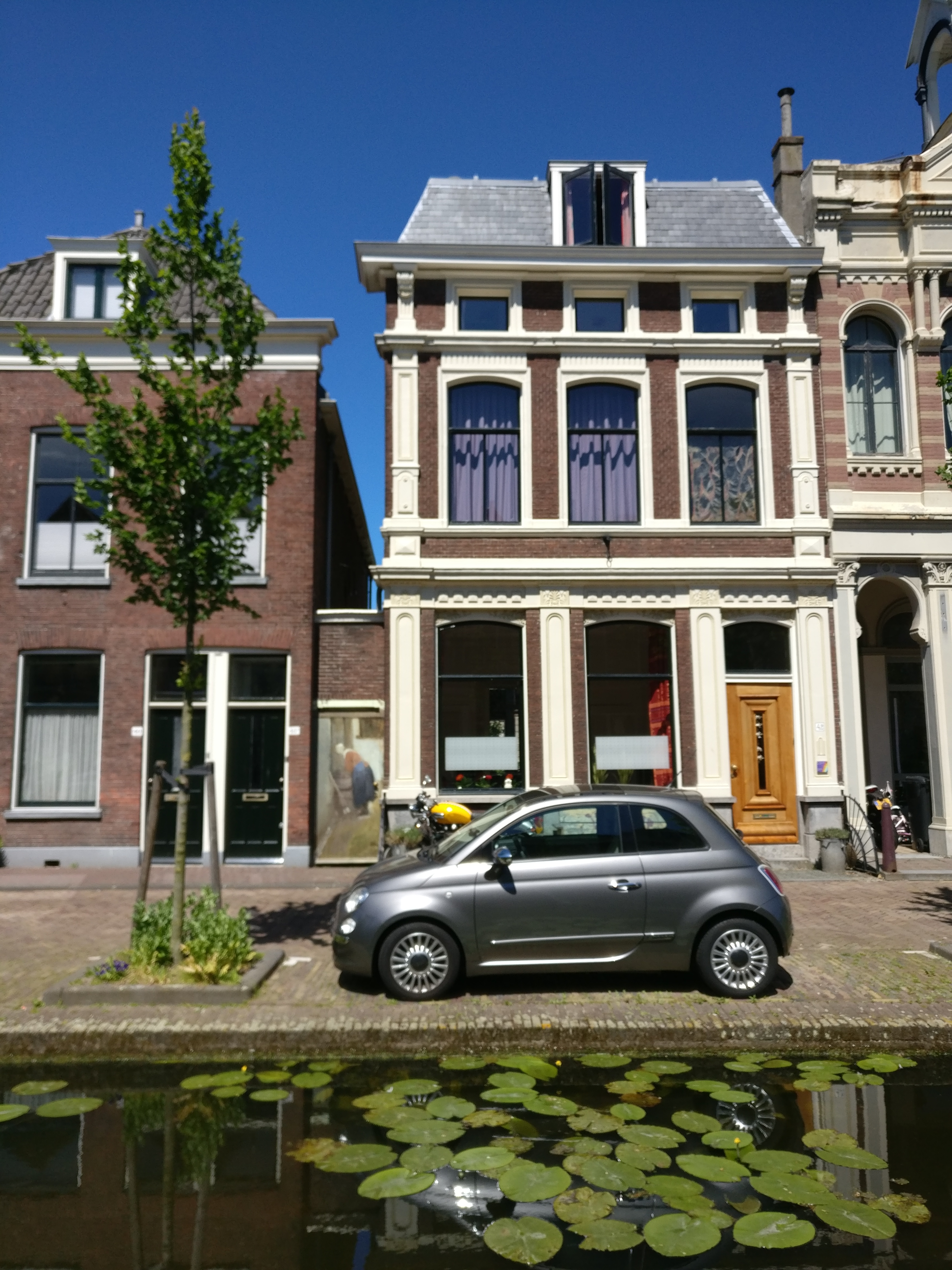
Сучасний будинок за адресою вулиця Вламінгстрат, 40

Картина «Маленька вулиця» є відображенням типового повсякденного голландського міського життя за часів Вермера. Сюжет містить в собі тиху забудовану вулицю, будинок та чотири маленькі фігури поруч: двох жінок, зайнятих буденними справами та двох дітей, які граються. Сучасники Вермера, такі як Пітер де Гох і Ян Стен, також малювали будинки та двори, але їм характерний певний брак майстерності, що була притаманна Вермеру у передачі світла, а також здатності занурити глядача у сцену сюжету. Завдяки сучасним рентгенівським дослідженням було відкрито незвичну деталь. Вермер зобразив фігуру дівчини, що стоїть праворуч від провулка, але згодом замалював її, ймовірно щоб не порушувати спокій і рівновагу композиції. Його техніка поводження з кольоровими пігментами є наочним прикладом стриманості: гармонічно поєднуються сірий колір та кіноварний червоний, у яких виконані цегляна будівля та дерев'яні віконниці. Щоб підкреслити архітектурні форми дверних прорізів і перемичок Вермер застосував білий кольор, а завдяки чорному було підкресленно реалістичність темних інтер'єрів. На високому рівні була зображена перспектива, яка демонструє зображення проходу між будівлями. Споруда на картині «Маленька вулиця» тривалий час вважалася богадільнею, яка в ті часи була прямо через дорогу від будинку Вермера. Той факт, що делфтська богадільня була знесена в 1661 році, може лише слугувати підтвердження дати створення картини. В такому випадку вибір Вермера пав саме на цю будівля задля створення алегоричного сюжету.
Задум Вермера стосовно композиції міг розкриватися через тлумачення персонажів наступним чином. Легковажні ігри двох дітей у центрі контрастують із доброчесною працею двох жінок. Цим Вермер міг мати на увазі такі традиційні теми, як три епохи людства — молодість, зрілість, старість. Ця концепція цілком відповідала дещо повчальному характеру  голландського мистецтва XVII століття. Специфічні елементи як «Маленької вулиці», так і «Краєвиду Делфта» вказують на те, що Вермер використовував камеру-обскура для обох робіт. Мистецтвознавці вважають, що він міг розпочати свій задум про серію міських пейзажів з трьох частин. Першим було зображення об'єкта великим планом (картина «Маленька вулиця»), потім він, ймовірно створив ще один міський пейзаж із кількома будинками (картина втрачена), й зрештою завершив трилогію великим панорамним пейзажем міста (картина «Краєвид Делфта»). «Маленька вулиця» слугує зразком першої спроби Вермера застосувати камеру-обскура до архітектурних об'єктів. Якщо ця гіпотеза вірна, то таким чином дослідники отримали б пояснення чому Вермер написав відносно мало картин. Притаманна йому ретельна майстерність й поступове композиційне та просторове прогресування вказують на методичність виконання, що виключає швидкість в роботі.
Протягом багатьох років тривали дискусії стосовно адреси в Делфті, де розташовувалися зображені на картині «Маленька вулиця» будівлі. Згідно з останніми дослідженнями доктора філософії з мистецтва, професора амстердамського університету Франса Грейзенхаута (нід. Frans Grijzenhout) будинки розміщувалися на місці сучасних, що розташовані на вулиці Вламінгстрат (нід. Vlamingstraat) 40 та 42. За таких умов Вермер міг зобразити їх стоячи з протилежної сторони. Гіпотеза Грейзенхаута базується на вивченні «Книги днопоглиблення каналів у місті Делфт» від 1667 року (нід. De legger van het diepen der wateren binnen de stad Delft), яка відома також за іншою назвою — «Реєстр причальних зборів» (нід. Register op het kadegeld). Вона містить в собі записи про розмір податку в Делфті, який мали заплачувати всі власники будинків на днопоглиблення каналу та утримання набережної. Відомості у реєстрі дозволяють отримати інформацію з точністю до 15 сантиметрів щодо ширини всіх будинків і всіх проходів між ними, що були розміщенні вздовж каналів за часів Вермера. Будинки 40 та 42 на вулиці Вламінгстрат мали ширину приблизно 6,3 метра, а між ними були два проходи шириною близько 1,2 метра кожен. Подальші дослідження розташування будинків і невеликих садів за ними дали змогу встановити певну відповідність відомостей зі зображеними будівлями на картині «Маленька вулиця». За переконанням Грейзенхаута зображений праворуч будинок мав належати овдовілій тітці Вермера — Аріантген Клас ван дер Мінне (зведеній сестрі його батька). Вона заробляла на життя і забезпечувала своїх п'ятьох дітей продажем рубця, а прохід біля будинку був знаний як «Penspoort». Мати й сестра Вермера також жили на вулиці вздовж цього каналу, в будинках по діагоналі навпроти. Таким чином художнику були добре відомі зображені ним будинки, з якими були пов'язані особисті спогади.

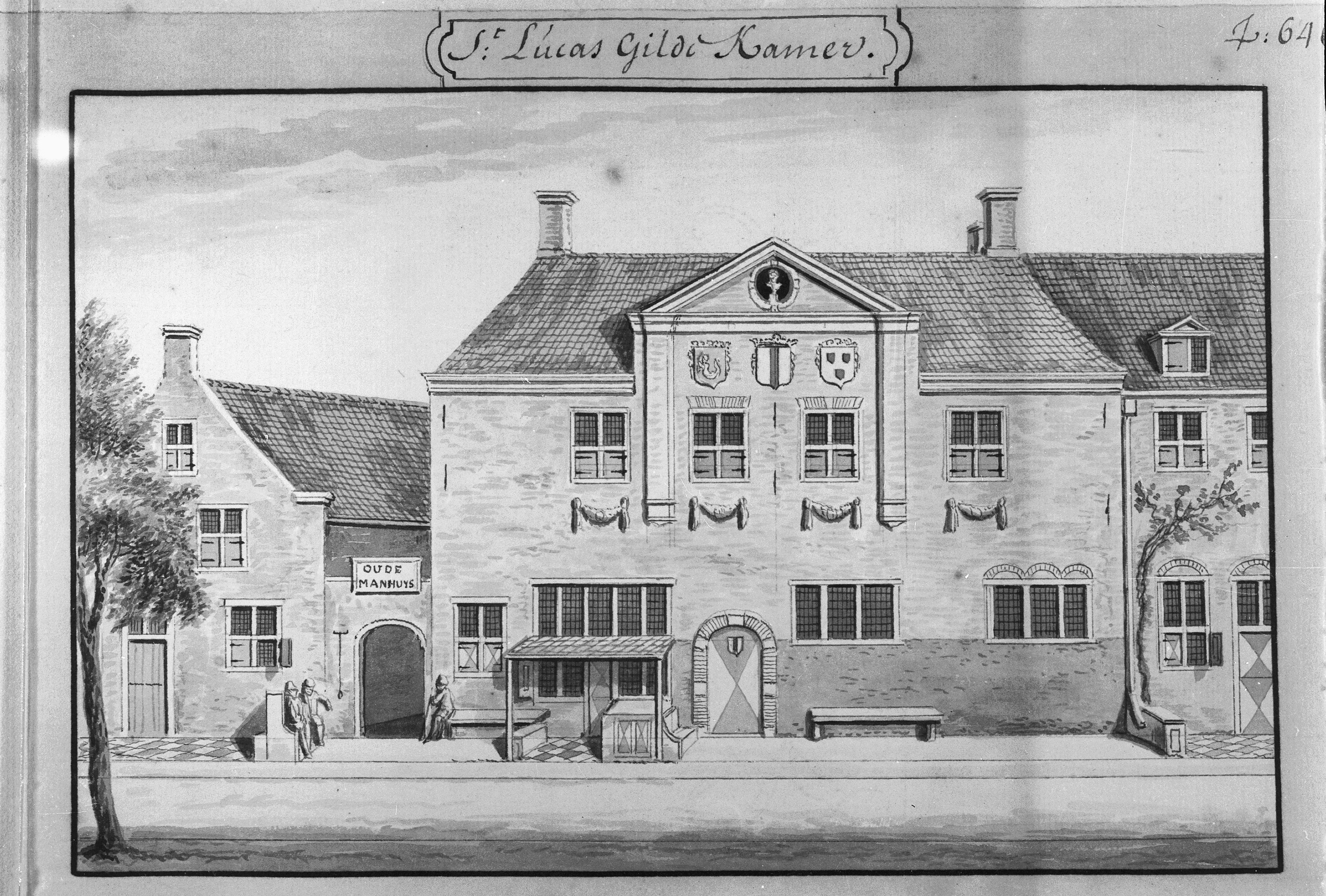
Абрагам Радемакер — «Гравюра Гільдії Святого Луки міста Делфт» (бл. 1730-х років)

Разом з тим, деякі історики мистецтва вважають, що попри певну реалістичність такого тлумачення, зображена сцена на картині «Маленька вулиця» є лише зібранням типових архітектурних елементів Делфта зведених художником у єдиний сюжет. Експерти з топографії та місцеві історики в Делфті у різні часи пропонували безліч варіантів вулиць, де могли бути зображені Вермером будівлі. До таких відносили Стару Лангендейк (нід. Oude Langendijk), Нову Лангендейк (нід. Nieuwe Langendijk), Тромпетстрат (нід. Trompetstraat), Спірінгстрат (нід. Spieringstraat), Ахтером (нід. Achterom) та канал Вольдерсграхт. Певний час існувало припущення, що художник зобразив будинок для престарілих, який розміщувався на вулиці Вольдерсграхт. Трохи далі від нього була корчма «Летюча Лисиця» (нід. De Vliegende Vos), яку близько 1620 року придбав його батько — Рейнір Янсзон Вос Вермер (нід. Reynier Jansz. Vos Vermeer). За часів Яна Вермера будинок для престарілих був частково перебудований, а в 1661 році одну з його частин перепланували на зал Гільдії Святого Луки. На пізнішій гравюрі Абрагама Радемакера в перебудованій споруді дещо впізнаються невеликий будинок і арка, подібні до тих, що були зображені з лівої частини картини «Маленька вулиця». Проте, будинок праворуч на картині Вермера фронтоном виходить на вулицю, в той час як споруда будинку престарілих стояла збоку від вулиці.

### Виконання
Художній техніці Вермера характерне повільне нанесення фарб й використання надзвичайно дорогих пігментів, особливо природного ультрамарину, а також свинцево-олов'яного жовтого, лазуриту, марени та кіноварі. Його стилю притаманне дещо витончене зображення фігур, яскраві кольорові комбінації та майстерна передача світлотіні. Лише декілька картин Вермер написав на дубовій дошці, а всі інші, включно з «Маленькою вулицею», на полотні. Завдяки останнім дослідженням було виявлено, що матеріалом для волокна слугував льон. Через тогочасний спосіб натягування та підготовки полотна зрештою вздовж країв могли виникати деформації, знані як викривлення. У минулому ретельний огляд рентгенівського знімка за допомогою лише лупи був вимушеною мірою задля точного вимірювання та характеристики таких деформацій. Однак з розвитком цифрових методів та технологій цей процес можна легко розпізнати на так званих «картах кутів нитки». У багатьох випадках наявність або відсутність вигинів уздовж полів слугує визначенням оригінального розміру картини. Рентгенівські промені додатково можуть надати докази того, як було нанесено ґрунтовий шар. Дослідження «Маленької вулиці» виявило те, що ґрунт було нанесено великими вигнутими рухами за допомогою ґрунтувального ножа. Рухи ґрунтувального ножа, яким користувався Вермер, можна визначити за товстішими вигнутими лініями ґрунту, які на рентгенівському знімку мають вигляд дещо світліших. Рентгенівські знімки виявили декілька особливостей живописної техніки притаманні Вермеру. До них було віднесено: розподіл світла й тіні; використання резервів (ділянок на картині, які залишалися порожніми, тобто в резерві) задля додавання елементів згодом; підфарбовування тощо. Наприклад, свинцево-біла фарба для підмальовка під блакитним небом поглинає рентгенівські промені, тому на знімку виглядає більш світліше. Здебільшого будинки були залишені в резерві в цьому свинцево-білому нижньому шарі ґрунту, тому на рентгенівському знімку вони були темними. У світовому живописі пейзажні картини Вермера серед мистеутвознавців вважаються визнаними шедеврами завдяки насиченості відтінків світлом, що буквально робить сюжети картин «Маленька вулиця» та «Краєвид Делфта» реальними, живими.

Фрагменти з картини
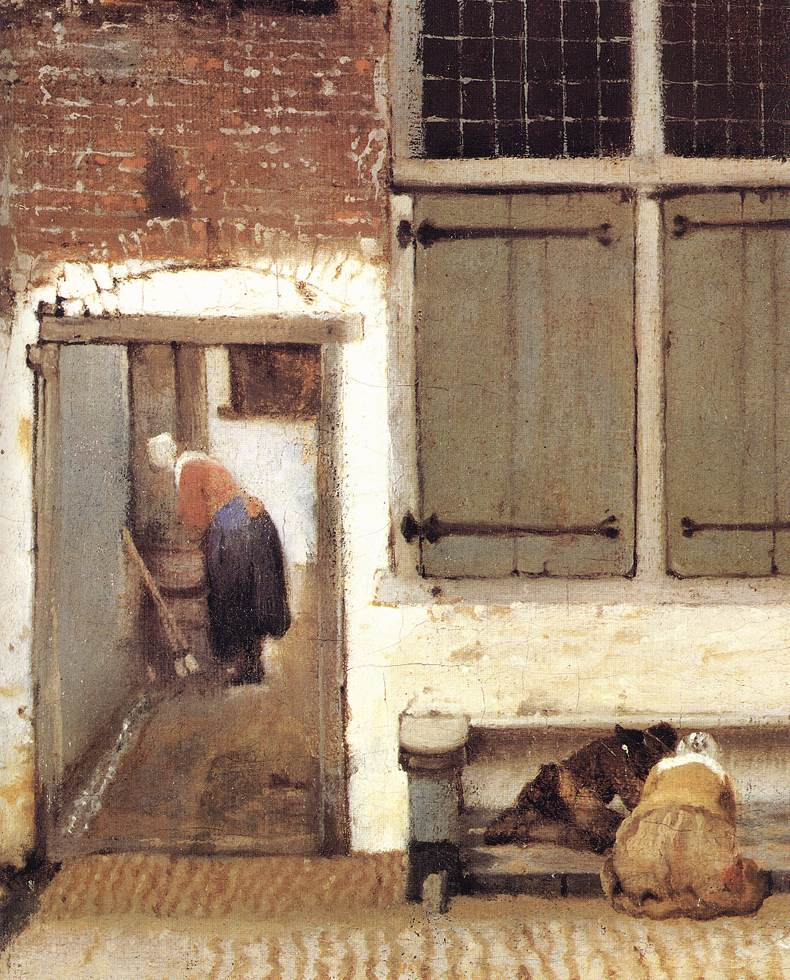
Жінка, що працює на задньому дворі
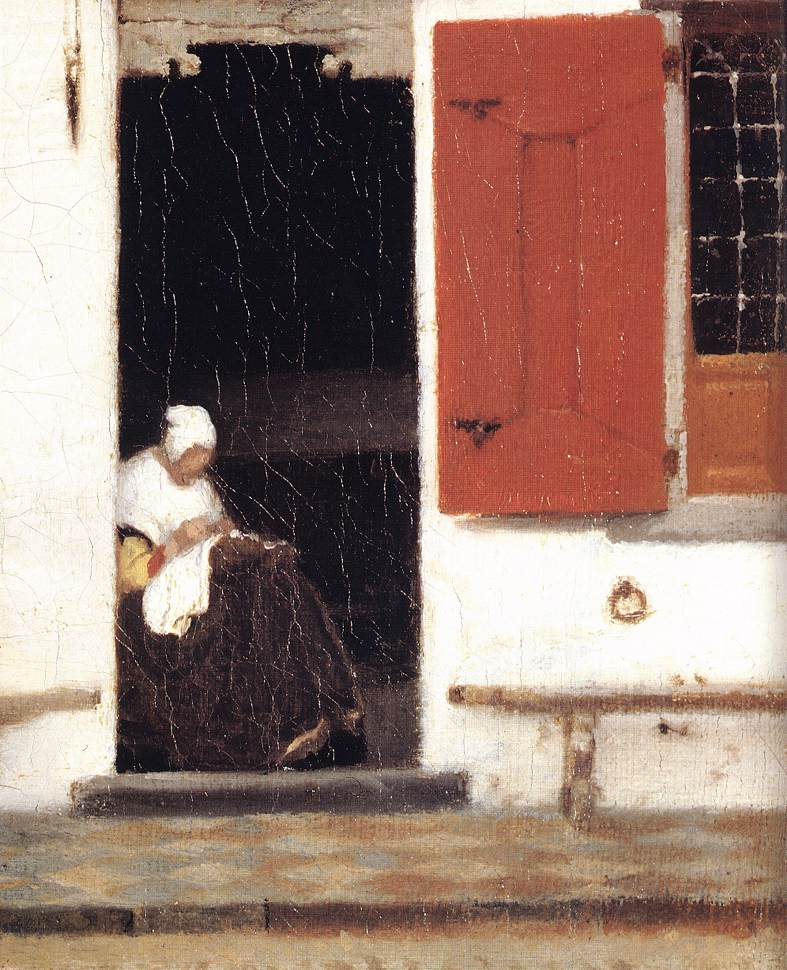
Жінка, що працює всередині будівлі
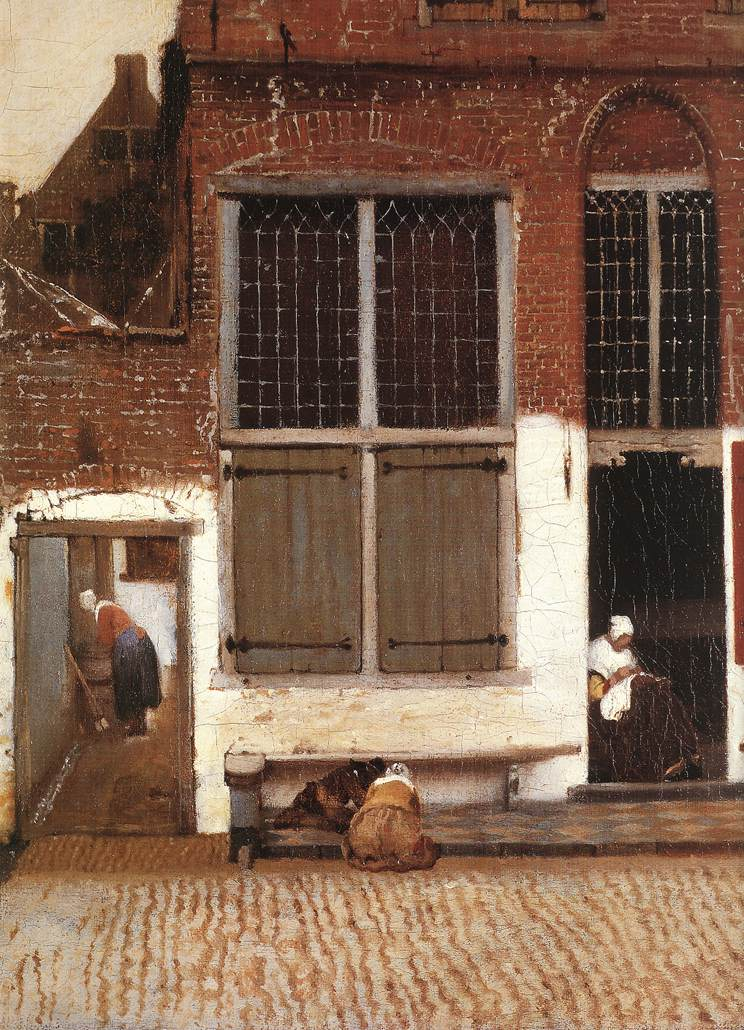
Двоє дітей, що граються перед будівлею
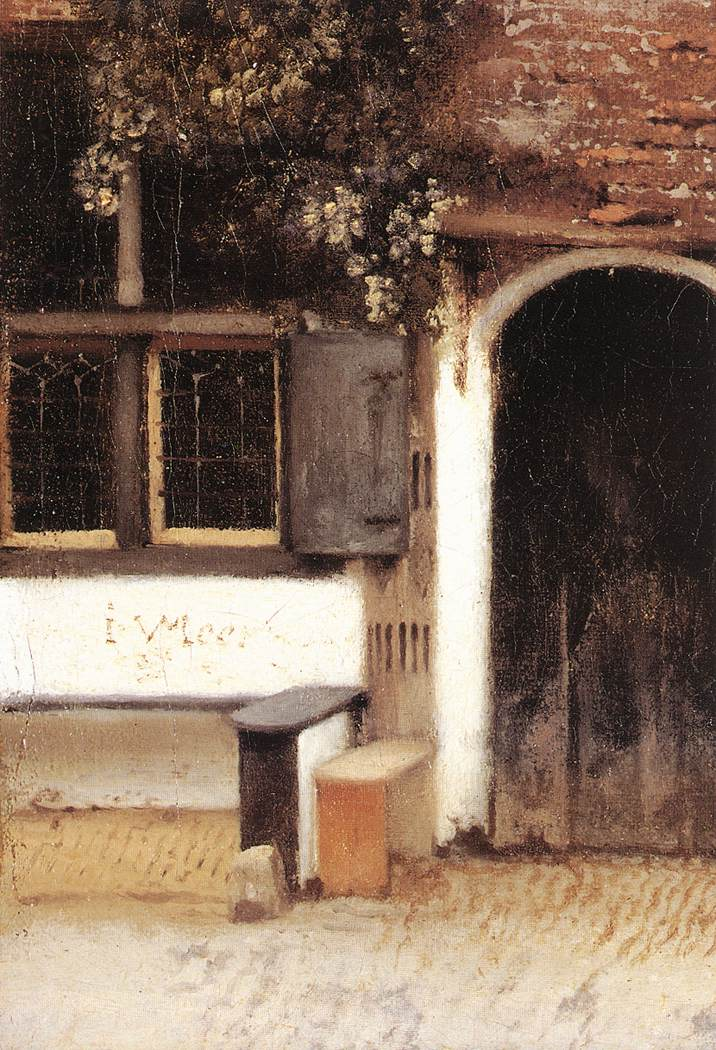
Під вікном, на білому тлі, художник залишив власний підпис — «I V MEER»

### Вплив
Архітектурний живопис і міські пейзажі займають особливе місце в голландському живописі XVII століття, насамперед у творчості дельфтських художників. Ще в 1658 році Пітер де Гох почав зображати певні архітектурні особливості, подібні до тих, що були знайдені мистецтвознавцями на картині «Маленька вулиця». Однак, фігурам де Гоха притаманна більша значущість в загальній композиції та сюжету («Жінка з дитиною у дворі», «Жінка, що сидить на терасі з покоївкою» та інші). Картину Тербоха «Сім'я точильника ножів» можна розглядати як своєрідного попередника полотна Вермера. Певні елементи сюжету могли сподобатися Вермеру та були запозичені при створенні «Маленької вулиці». Крім того, роботи Пітера Санредама, хоча технічно не пов'язані з роботами Вермера, проте могли слугувати йому основою для передачі реалістичних зображень архітектурних інтер'єрів, а також тогочасних міських пейзажів. Санредам працював у Гарлемі, а Карел Фабріціус і Леонард Брамер безпосередньо в Делфті й тому, ймовірно, саме їх стиль вплинвав на техніку Вермера. Картина Фабріціуса «Вид на Делфт із Новою церквою та Врувенрехт» була створена в 1652 році та є найвідомішим видом міста, поруч із картиною Вермера «Маленька вулиця». Переважна більшість дослідників вважає, що картина Вермера «Маленька вулиця» є прикладом чіткого наслідування Пітера де Гоха. Останній приблизно з 1650-х років намалював чимало подвір'їв і пов'язаних з ними видів Делфта. Його картинам притаманне підкреслення саме сцен побуту, рутинної повсякденної праці. Напротивагу йому Вермер майже не перейняв цього сюжету при створенні свого бачення мальовничих вуличок, вузьких провулків, дворів і тісно згуртованих будинків. Завдяки такому відходу від концепції попередника Вермер передав свою власну дизайнерську чутливість до теми. Разом з тим його вид на старий будинок, фасад якого датується приблизно 1500 роком, все ж таки нагадує манеру де Гоха зображати ряд деталей та певною мірою композицію в цілому. Останній при побудові композиції дещо розділяв її на секції: задня частина будинку, бруківка, стіни, дах, небо, а служниці чи жінки займали центральне місце в композиції. Вермер дещо наслідував цей стиль, але його фігури поступаються своїми розмірами відносно масштабу картини. Дещо раніше подібні композиції були написані Герардом Терборхом та Карелом Фабріціусом. Наслідування саме таких впорядкованих композицій притаманне картинам жанрових інтер'єрів Лудольфа де Йонга, Гендріка Сорга, Ніколаса Маса. Таким чином Вермер перейняв певний синтез натуралістичних елементів (стан об'єктів, погода, рослинність тощо) та голландської версії художнього класичного дизайну. Це надало вже готовим картинам досить продуманого естетичного ефекту й певно Вермер був одним з перших, хто помітив це. Завдяки вдалому поєднанню ефекту простору, гри світла й тіні, кольору та текстури на картині «Маленька вулиця» йому вдалося  перевершити своїх іменитих попередників.

Тогочасні нідерландські реалістичні міські пейзажі
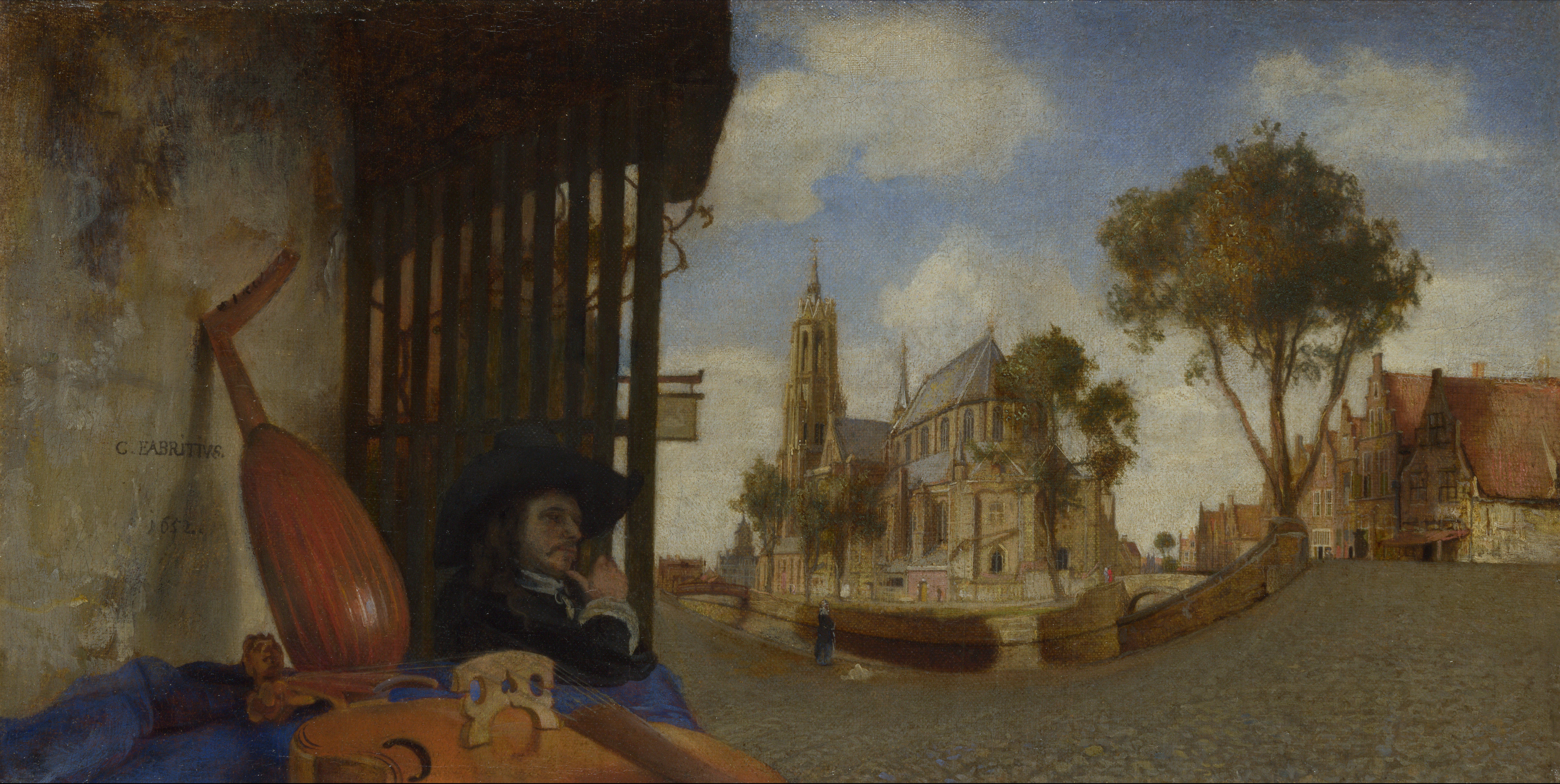
Карел Фабріціус — «Вид на Делфт із Новою церквою та Врувенрехт» (1652)
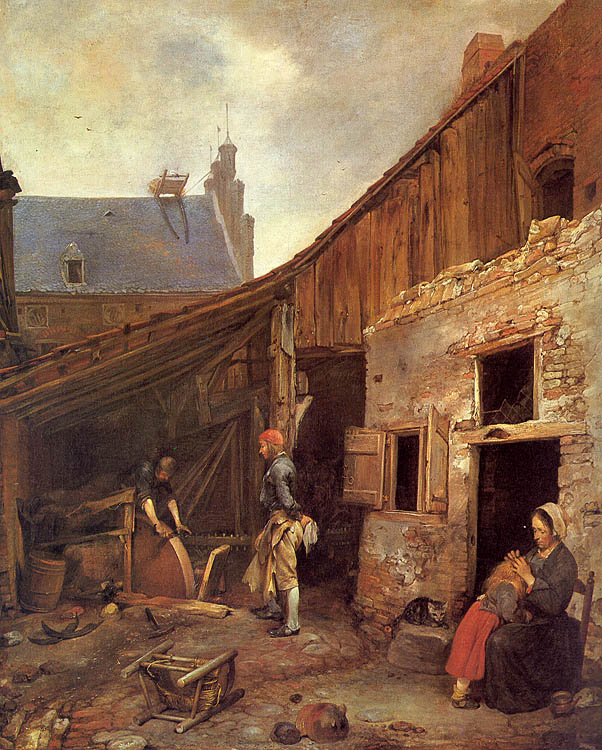
Герард Терборх — «Сім'я точильника ножів» (бл. 1653—1654)
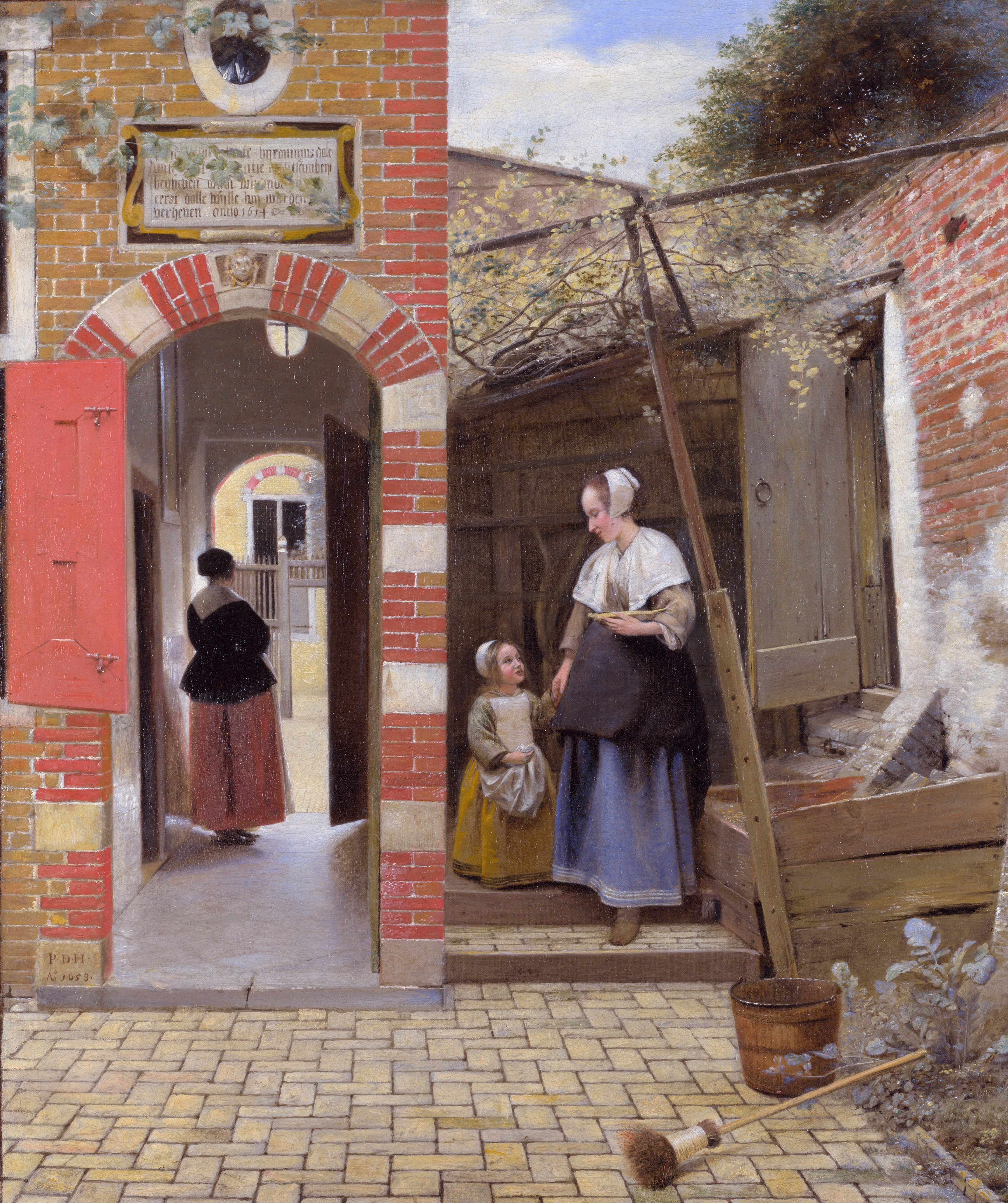
Пітер де Гох — «Жінка з дитиною у дворі» (1658)
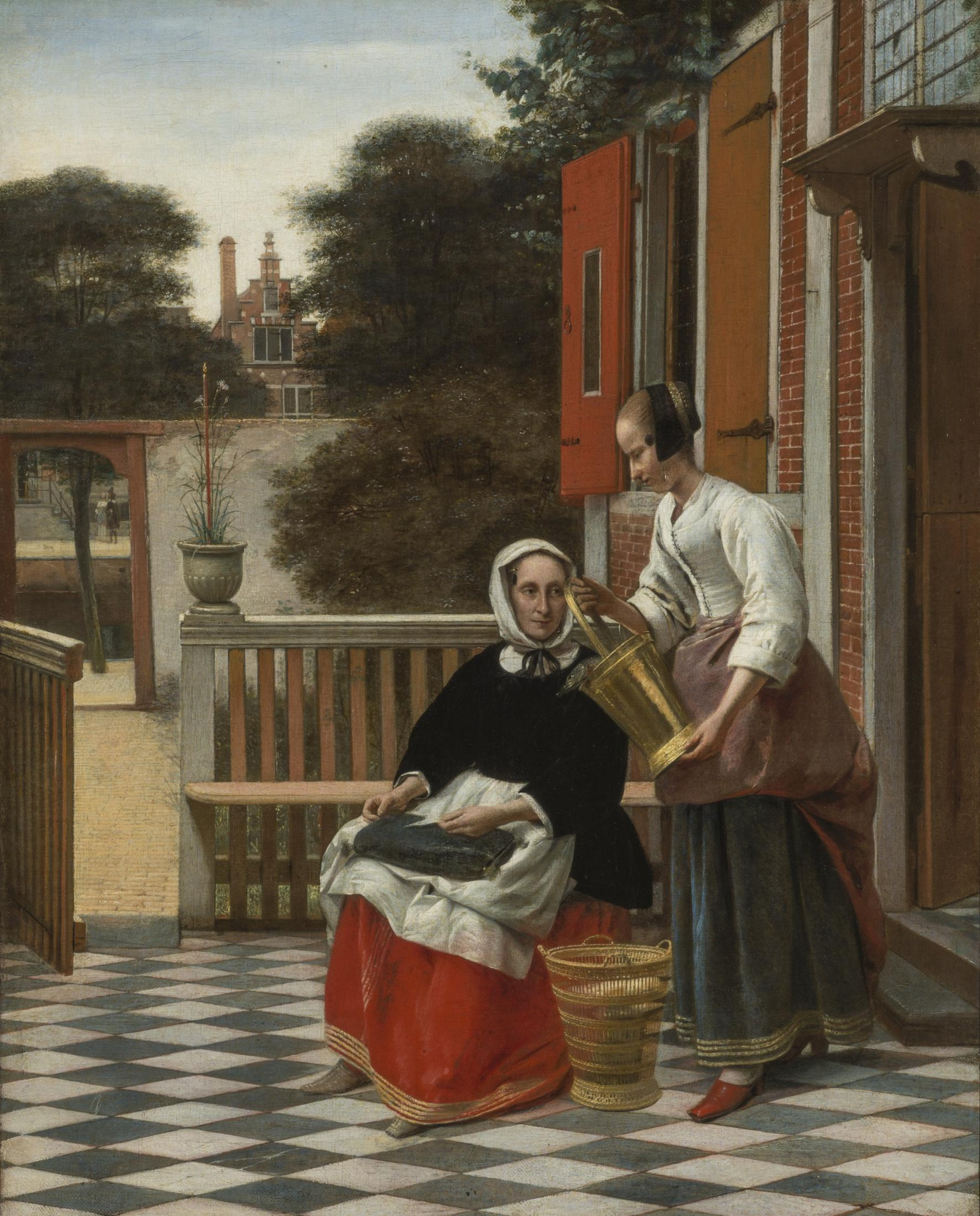
Пітер де Гох — «Жінка, що сидить на терасі з покоївкою» (бл. 1657—1659)

## Відгуки
Куратор живопису XVII століття в Державному музеї Пітер Рулофс (нід. Pieter Roelofs) вважає, що: «відповідь на питання про розташування маленької вулиці Вермера має велике значення як для того, як ми дивимося на цю картину, так і для нашого образу Вермера як художника».
Історики архітектури Герт Ейкельбом (нід. Gert Eijkelboom) та Герріт Вермер (нід. Gerrit Vermeer) наголошують на тому, що слід забути про те, що вуличка Вермера є відображенням реальності, а глядачі не повинні зводити таємницю картини лише до пошуків поштового індексу. Герріт Вермер говорить про те, що: «краще думати про картину, як про алегорію хорошого й поганого будинку. Один закритий, а інший відкритий і ми бачимо жінку, яка старанно займається шиттям».
Альберт Бланкерт, нідерландський історик мистецтва, експерт із голландського живопису XVII століття та мистецтва Вермера вбачає у рішенні Вермера зобразити саме ці будинки бажання зберегти пам'ять про них. Рішення міської ради про їх знесення базувалося на практичному інтересі, наприклад необхідність розчистити землю для нової забудови чи збільшити потік транспорту. Таким чином рішення закарбувати зображення будівель, що згодом мали бути знесені, було зумовлене емоційнішими хвилюваннями. Саме неминуче знесення будівлі стало стимулом для створення картини. Вермеру було характерне чутливе зображення сцен повсякденного життя й створенні враження у глядача споглядання особистого зв'язку між художником і його об'єктом.